# 이노시톨 2-탈수소효소
이노시톨 2-탈수소효소(영어: inositol 2-dehydrogenase) (EC 1.1.1.18)는 다음과 같은 화학 반응을 촉매하는 효소이다.
미오-이노시톨 + NAD+  ⇄  2,4,6/3,5-펜타하이드록시사이클로헥산온 + NADH + H+
이노시톨 2-탈수소효소의 2가지 기질은 미오-이노시톨, NAD+이며, 3가지 생성물은 2,4,6/3,5-펜타하이드록시사이클로헥산온, NADH, H+이다.
이노시톨 2-탈수소효소는 산화환원효소 부류에 속하며, 특히 공여체가 CH-OH기이고 수용체가 NAD+ 또는 NADP+인 효소에 속한다. 이노시톨 2-탈수소효소는 이노시톨 대사 및 이노시톨 인산 대사에 참여한다.

## 명명법
이노시톨 2-탈수소효소의 계통명은 미오-이노시톨:NAD+ 2-산화환원효소(영어: myo-inositol:NAD+ 2-oxidoreductase)이다.
다음은 일반적으로 사용되는 다른 이름들이다.
- 미오-이노시톨 2-탈수소효소(영어: myo-inositol 2-dehydrogenase)
- 미오-이노시톨:NAD+ 산화환원효소(영어: myo-inositol:NAD+ oxidoreductase)
- 이노시톨 탈수소효소(영어: inositol dehydrogenase)
- 미오-이노시톨 탈수소효소(영어: myo-inositol dehydrogenase)

## 같이 보기
- 미오-이노시톨
- 탈수소효소
- 산화환원효소

## 참고 문헌
- Berman T, Magasanik B (1966). “The pathway of myo-inositol degradation in Aerobacter aerogenes Dehydrogenation and dehydration”. 《J. Biol. Chem.》 241 (4): 800–6. PMID 5905122.
- Larner J, Jackson WT, Graves DJ, Stamer JR (1956). “Inositol dehydrogenase from Aerobacter aerogenes”. 《Arch. Biochem. Biophys.》 60 (2): 352–63. doi:10.1016/0003-9861(56)90437-4. PMID 13292912.
- Vidal-Leiria M, van Uden N (1973). “Inositol dehydrogenase from the yeast Cryptococcus melibiosum”. 《Biochim. Biophys. Acta》 293 (2): 295–303. doi:10.1016/0005-2744(73)90337-9. PMID 4351258.